# 테트라사이클린계 항생제

테트라사이클린의 골격 구조식. 각 탄소 원자에는 숫자가, 고리에는 알파벳이 표시되어 있다.

테트라사이클린(tetracyclines)은 동일한 기본 구조를 가지며 스트렙토미세스속(Streptomyces)에 속하는 여러 세균 종에서 직접 분리, 혹은 분리한 물질에서 합성된 광범위 항생제들을 말한다. 테트라사이클린 분자는 선형으로 합쳐진 네 개의 고리 (그림의 A, B, C, D 고리) 구조가 중심에 있으며, 다양한 작용기가 그 중심 구조에 붙어 있다. 이러한 네 개의 고리 구조를 가졌단 점에서 "넷" ("tetra-") "고리" ("-cycl-") "유도체" ("-ine")라는 이름이 붙었다. 폴리케타이드의 하위 그룹으로 분류된다. 폴리케타이드는 옥타하이드로테트라센-2-카복사마이드 골격을 가지고 있으며 다환 나프타센 카복사마이드의 유도체로, 테트라사이클린계 이외에도 에리스로마이신, 클래리스로마이신, 아지트로마이신 같은 마크롤라이드 항생제나 안사마이신계 항생제도 폴리케타이드에 속한다. 모든 테트라사이클린이 상술한 동일 구조를 공유하지만, 클로로기, 메틸기, 하이드록실기 같은 작용기에 따라 서로 다른 물질이 구분된다. 이러한 화학수식은 광범위 항균 활성에 변화를 주지는 않지만, 반감기나 혈청 단백질 결합 같은 일부 약리학적 특징에 영향을 미친다.
1940년대 테트라사이클린계 항생제가 처음 발견되었으며, 그람 양성균과 그람 음성균, 클라미디아균류, 미코플라스마, 리케차, 그 외 원충성 기생충 등 광범위한 대상에게 활성을 보인다는 것이 밝혀졌다. 테트라사이클린 자체는 클로르테트라사이클린과 옥시테트라사이클린보다 늦게 발견되었으나, 테트라사이클린계 물질의 명명 시에 기본이 되는 이름은 여전히 테트라사이클린이 차지하고 있다. 테트라사이클린계 항생제는 사용 가능한 항생제 중 가장 가격이 저렴한 편에 속하며, 각종 사람과 동물 감염의 예방과 치료에 광범위하게 사용된다. 또한 성장 촉진 목적으로 동물 사료에 섞어 주기도 한다.
테트라사이클린은 균을 직접 죽이는 살균제가 아닌, 균의 성장을 막는 정균제에 가까우므로 오직 증식하는 미생물 대상에게만 효과적이다. 작용 시간이 짧으며 세균 세포막에 존재하는 포린 통로를 통해 수동적으로 확산된다. 그 후 세균의 30S 리보솜 소단위체에 가역적으로 결합하여, 아미노아실 tRNA가 리보솜의 A 부위에 결합하는 것을 막는 방식으로 작용한다. 한편 세균의 50S 리보솜 소단위체에도 어느 정도 결합하여, 세균 세포에서 세포내 성분이 새어 나오게 만들 수 있다.
테트라사이클린계에 속하는 항생제는 동등한 항균 스펙트럼을 가지지만, 항생제의 종류에 따라 세균 종별 민감성에 차이가 있다. 상술한 작용 기전 때문에, 테트라사이클린은 세균과 사람 세포의 단백질 합성을 모두 억제한다. 그러나 세균 세포는 테트라사이클린을 세포 내로 들여보내는 물질이 있지만, 사람 세포는 그러한 물질을 가지고 있지 않다. 이 덕에 사람의 세포는 테트라사이클린의 단백질 합성 억제 효과를 받지 않는다.
테트라사이클린계 항생제는 여전히 의학에서 중요한 입지를 차지하고 있지만, 항생제 내성이 나타나기 시작하면서 유용성이 다소 줄어들었다. 그렇지만 테트라사이클린계 항생제는 몇몇 적응증에서는 여전히 치료 선택지 중 하나로 고려된다. 경구 투여된 모든 테트라사이클린이 위장관계에서 흡수되지는 않으므로, 장내 세균이 테트라사이클린에 대한 내성을 가지게 되어 내성 미생물이 과증식할 수 있다. 테트라사이클린이 널리 사용되면서 테트라사이클린 내성 미생물의 수가 늘어나게 되었다고 추정되며, 이 때문에 특정 감염은 치료 후 재발하는 경향을 보인다.
테트라사이클린 내성은 새로운 유전자 획득 때문인 경우가 많다. 이 새로 들어온 유전자는 테트라사이클린을 세균 세포 밖으로 내보내거나, 테트라사이클린이 세균 리보솜에서 작용하지 못하도록 보호하는 역할을 한다. 또한 돌연변이를 통해 내성을 획득하는 세균도 소수지만 존재한다.

## 목록
| 항생제 이름 (INN)    | 얻는 방식      | 반감기            | 비고 |
| -------------------- | -------------- | ----------------- | --- |
| 테트라사이클린       | 자연 발생      | 6~8시간 (단시간)  | |
| 클로르테트라사이클린 | 자연 발생      | 6~8 시간 (단시간) | |
| 옥시테트라사이클린   | 자연 발생      | 6~8 시간 (단시간) | |
| 데메클로사이클린     | 자연 발생      | 12 시간 (중간)    | |
| 라임사이클린         | 반(半)-합성    | 6~8 시간 (단시간) | |
| 메클로사이클린       | 반(半)-합성    | 6~8 시간 (단시간) | (더 이상 판매되지 않음) |
| 메타사이클린         | 반(半)-합성    | 12 시간 (중간)    | |
| 미노사이클린         | 반(半)-합성    | 16+ 시간 (장시간) | |
| 롤리테트라사이클린   | 반(半)-합성    | 6~8 시간 (단시간) | |
| 독시사이클린         | 반(半)-합성    | 16+ 시간 (장시간) | |
| 티게사이클린         | 글리실사이클린 | 16+ 시간 (장시간) | |
| 에라바사이클린       | 신형           | 16+ 시간 (장시간) | (이전 식별명 TP-434) 2018년 8월 27일, 복합 복강내 감염 치료에 대해 FDA 승인을 받음.                                                                |
| 사레사이클린         | 신형           | 16+ 시간 (장시간) | (이전 식별명 WC 3035) 2018년 10월 1일, 중등도에서 중증 여드름 치료에 대해 FDA 승인을 받음. 사레사이클린은 광범위가 아닌, 좁은범위 항생제에 속한다. |
| 오마다사이클린       | 신형           | 16+ 시간 (장시간) | (이전 식별명 PTK-0796) 2018년 10월 2일, 지역사회획득 폐렴과 급성 피부 및 연조직 감염 치료에 대해 FDA 승인을 받음.                                  |

## 의학적 사용
테트라사이클린계 항생제는 요로감염증, 호흡기 감염, 위장관 감염 등에 널리 쓰이며 클라미디아 감염에도 쓰인다. 또한 베타락탐계 항생제와 마크롤라이드 항생제에 알레르기가 있는 환자에서 더욱 잘 사용된다. 그러나 원인균이 테트라사이클린 내성을 획득하면서 이러한 적응증에 사용하는 경우는 과거보다 적어졌다.
테트라사이클린, 옥시테트라사이클린, 독시사이클린, 미노사이클린 등의 테트라사이클린계 항생제는 중등도에서 중증 여드름과 장미증 치료에 널리 사용된다.
혐기성 세균은 호기성 세균보다 테트라사이클린에 대한 감수성이 적다.
독시사이클린은 탄저균(Bacillus anthracis) 감염의 예방 목적 치료에도 사용되며, 가래톳페스트 등의 원인균인 페스트균(Yersinia pestis)에도 효과가 좋다. 또한 말라리아의 예방 및 치료, 사상충증 치료에도 이용된다. 또한 테트라사이클린계 항생제는 트라코마, 앵무새병, 난관염, 일부 요도염, 성병육아림프종 같은 클라미디아속 세균들이 일으키는 감염증, 혹은 로키산홍반열과 티푸스 같은 리케차 감염증, 브루셀라증, 스피로헤타 감염증(라임병, 보렐리아증, 매독 등)의 치료제로도 여전히 유효하다. 수의학에서도 그 중요성은 건재하다.
콜레라의 유병 기간과 중증도를 줄이는 데에 효과가 있으나, 약물 내성이 증가하고 있으며 전반적인 사망률 감소 효과가 있는지는 논쟁이 있다.

## 작용 기전
테트라사이클린계 항생제는 단백질 합성 억제제이다. 이들은 16S rRNA와 21개의 단백질로 구성된 세균의 30S 리보솜 소단위체에 결합하여, 번역의 개시를 억제한다. 30S 소단위체에 결합한 테트라사이클린계 항생제는 아미노아실 tRNA가 번역 개시복합체에 결합하는 것을 다양한 방식으로 방해한다. 일부 연구에서는 테트라사이클린 항생제가 16S와 23S rRNA에 모두 결합한다고 밝히기도 했다.
한편 테트라사이클린 항생제가 기질금속단백질분해효소 역시 억제한다는 사실이 알려져 있다. 이것이 항균 효과에 도움이 되지는 않지만, 이 사실을 토대로 해 인시클리니드와 같은 화학적으로 변형된 다양한 테트라사이클린이나 CMT가 장미증, 여드름, 당뇨병, 여러 암에 대해 효과가 있는지 다수의 연구가 이루어졌다. 인시클리니드는 2007년 9월 발표된 연구에서 장미증에 효과가 없다고 알려졌다. 다양한 테트라사이클린계 약물에 대해 조사한 여러 임상시험에서는 CMT-3의 카포시 육종에 대한 효과가 아주 주목할 만하다고 밝혔다.
테트라사이클린계 약물은 세균에 대한 광범위 활성을 가질 뿐만 아니라, 미토콘드리아가 없는 바이러스나 원충에 대해서도 효과를 가진다. 또한 감염이 원인이 아닌 일부 질환에도 효과가 있다. 이렇게 광범위한 효과가 나타나는 이유는 테트라사이클린이 세포의 이중가닥 DNA(dsDNA)에 결합하기 때문일 수 있다. 다수 세균들이 공유하는 리보솜 단백질 생합성 경로 역시 그 이유일 가능성이 있다.

## 부작용
테트라사이클린으로 인한 부작용은 흔하지 않으나, 주목할 만한 부작용은 광독성이다. 즉, 태양이나 다른 빛에 노출되었을 때 일광화상이 발생할 위험을 높인다. 이러한 광독성은 특히 말라리아 예방을 위해 장기간 독시사이클린을 복용할 때 중요하게 작용한다. 그 외에도 위장 불편감을 일으키거나, 드물게는 알레르기 반응을 유발한다. 아주 드문 부작용에는 심각한 두통이나 시력 이상을 소견으로 동반하는 특발성 두개내 고혈압이 있다. 한편 태아가 출생한 뒤 신생아 시기에 치아 착색을 일으킬 가능성이 있는, 기형 유발 물질에 속한다. 이 때문에 테트라사이클린은 8세 이하 소아에서는 사용이 금지되어 있다. 하지만 임신 첫 18주 동안에는 사용해도 안전하다.
테트라사이클린계 항생제를 복용한 일부 환자에서는 지방증과 간독성이 나타나므로 추적관찰이 필요하다.

### 주의
간독성이 있으므로 간 손상이 있는 환자에서는 주의하고 사용해야 한다. 또한 테트라사이클린계 항생제의 분자는 대개 물에 잘 녹기 때문에 신부전을 악화시킬 수 있다. 지용성 약제인 독시사이클린과 미노사이클린은 이에 해당하지 않는다. 중증근무력증의 근육 쇠약이나 전신홍반루푸스를 심화시킬 수도 있다. 알루미늄과 칼슘을 포함하고 있는 제산제는 모든 테트라사이클린계 항생제들의 흡수를 저해할 수 있으며, 유제품은 미노사이클린을 제외한 모든 테트라사이클린계 항생제의 흡수를 크게 감소시킨다. 테트라사이클린의 분해 산물은 유독하여, 콩팥 네프론의 근위세뇨관 기능에 이상이 생기는 판코니 증후군의 원인이 될 가능성이 있다. 한편, 한때는 모든 테트라사이클린계 항생제가 호르몬 피임법의 효과를 방해한다고 생각되었다. 그러나 근래 연구에서는 대다수 테트라사이클린계 항생제 사용 시에 경구 피임제 효과가 유의미하게 감소하지 않는다고 밝혔다. 이러한 연구에도 불구하고, 다수 의사들은 여전히 테트라사이클린계 항생제 복용 시 원치 않는 임신을 막기 위해 물리적 피임을 시행할 것을 권장한다.

### 금기증
영구적인 치아 착색이 발생하거나, 치아와 뼈 성장에 악영향이 갈 위험이 있으므로 임신이나 수유 중인 여성, 그리고 치아가 아직 발달 중인 소아에서는 사용을 피해야 한다. 임신 첫 12주 간에는 주요한 출생 이상 발생 위험이 증가하지 않는 것으로 나타났다. 샅굴탈장 같은 사소한 출생 이상의 발생 위험이 약간 증가할 여지는 있으나, 보고 사례의 수가 너무 적어 실제로 위험이 증가하는지 확신할 수 없다.

## 구조-활성 관계
테트라사이클린계 항생제는 모두 고리 네 개로 구성된 골격이 존재한다. 고리 구조는 크게, 상부의 수식(modification, 修飾) 가능한 부분과 하부의 수식 불가능한 부분으로 나눌 수 있다. 활성 상태인 테트라사이클린은 C10 페놀기, 12a-OH기가 접합된 C11-C12 케토-에놀 하위구조, C1-C3 다이케토 하위구조를 필요로 한다. C4의 다이메틸아민기를 제거하면 항균 활성이 떨어진다. C2의 카복실아민기를 대체하면 항균 활성이 떨어지지만, 전구약물인 라임사이클린처럼 좀 더 용해도가 높은 유사체를 얻기 위해 다른 치환기를 추가할 수도 있다. 뉸에 띄는 항균 활성을 보이는 가장 간단한 구조의 테트라사이클린은 6-디옥시-6-디메틸테트라사이클린으로, 그 구조는 종종 사환계 항생제에서 가장 크기가 작은 약물작용발생단(pharmacophore)이라고 여겨진다. 한편, C5~C9를 변형하여 다양한 항균 활성을 가지는 유도체를 얻을 수 있다.

## 내성 획득 기전
미생물 세포가 테트라사이클린계 항생제에 대한 내성을 획득하는 기전에는 효소를 이용한 테트라사이클린 비활성화, 세포 외로 유출, 리보솜 보호, 투과성 감소, 리보솜 돌연변이가 있다.
효소를 통한 비활성화는 가장 드문 형태의 내성 획득 방식이다. 항생제 파괴효소의 한 종류인 NADPH 의존성 산화환원효소가 테트라사이클린계 항생제를 변형시켜 비활성화한다. 예를 들어, 이 산화환원효소는 옥시테트라사이클린의 C11a 부위에 변형을 일으킨다. 옥시테트라사이클린이 작용하기 위해서는 Mg2+ 킬레이트화와 리보솜 결합 과정이 모두 필요한데, 변형이 일어나면 리보솜 결합이 잘 되지 않아 옥시테트라사이클린이 활성을 띠지 못하게 된다.
가장 흔한 내성 획득 기전인 세포 외 유출은, 미생물 세포막 단백질을 암호화하는 다양한 내성 유전자가 항생제 분자와 양이온 복합체를 양성자와 교환하여 능동적으로 세포 바깥으로 내보낸다. 교환이 일어나면 세포내 테트라사이클린 농도는 감소한다.
리보솜 보호는 내성 유전자가 암호화하는 여러 단백질로 인해 발생하며, 어떤 유전자가 이동해 왔는지에 따라 다르게 나타난다. 12종류의 리보솜 보호 유전자/단백질이 발견된 바 있다.
보호 단백질의 기전에는 다음과 같은 방식들이 있다.
1. 테트라사이클린이 리보솜에 결합하지 못하도록 차단함[45]
2. 리보솜에 결합하여 구조를 변형시켜, tRNA는 계속 결합할 수 있도록 하지만 테트라사이클린은 잘 결합하지 못하도록 함[46]
3. 리보솜에 결합하여, 이미 결합해 있는 테트라사이클린 항생제를 떨어뜨림[45][47]